# Dreikäsehoch
Dreikäsehoch ist eine umgangssprachliche und scherzhafte Bezeichnung für ein kleines (also nicht hochgewachsenes) Kind. Sie wird zumeist dann angewandt, wenn von Seiten des Kindes ein aufmüpfiges oder freches Verhalten beobachtet wird. Der Begriff wurde 2007 zum drittschönsten bedrohten Wort der deutschen Sprache gewählt.

## Wortherkunft

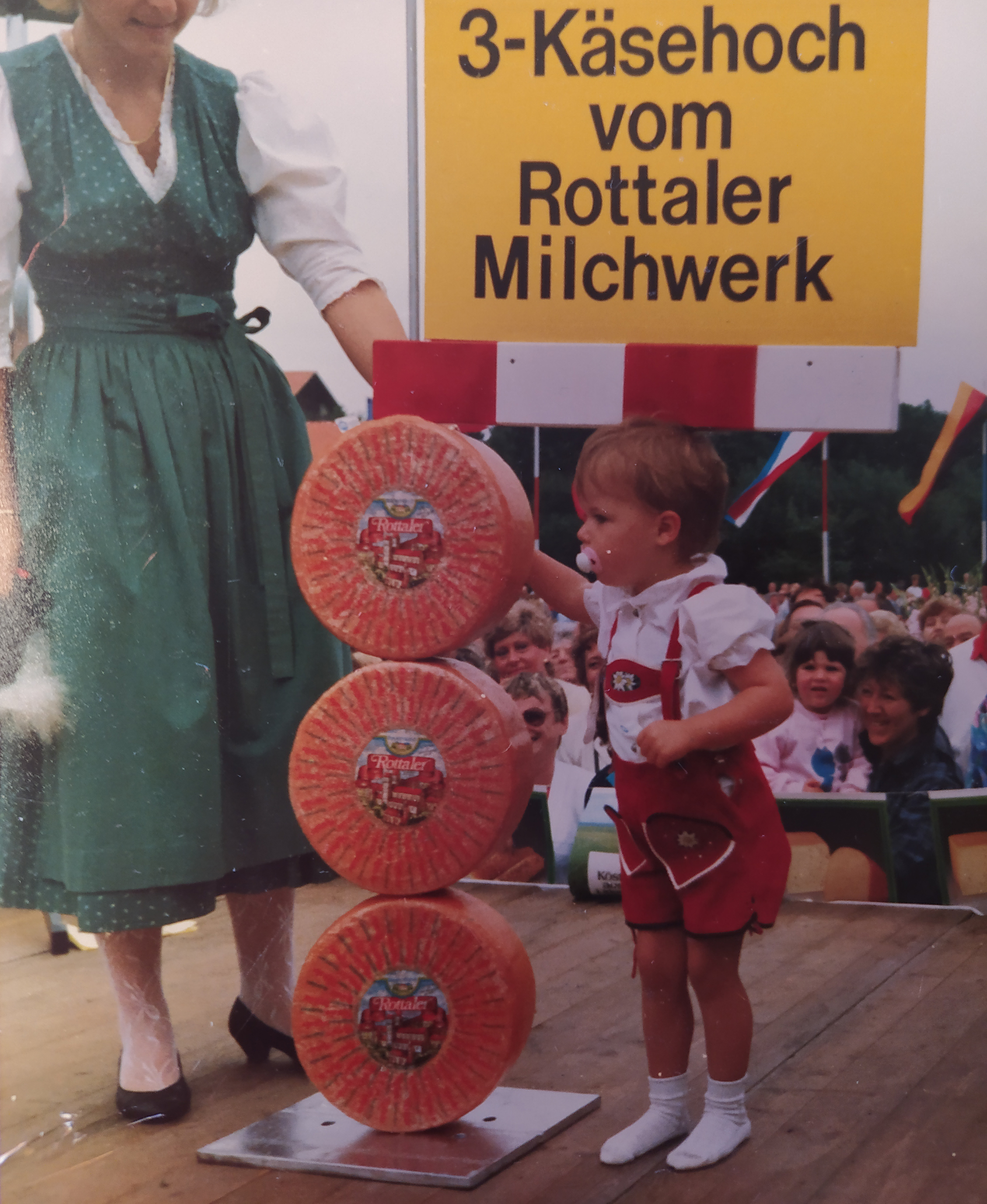
Das Mädchen ist genau „drei Käse hoch“ und gewinnt einen Laib Käse vom Rottaler Milchwerk (1986)

Das Benennungsmotiv dieser seit dem 18. Jahrhundert gebräuchlichen Redewendung ist unklar. Eine Möglichkeit besteht in der damaligen scherzhaften Verwendung aufeinander gestapelter Käselaibe als Größenangabe für Kinder. Ein Dreikäsehoch ist folglich so groß wie ein Stapel aus drei Käselaiben. Andererseits wird vermutet, dass das Wort hingegen nichts mit Käse zu tun hat, sondern vom französischen Wort caisse (deutsch: Kiste, Kasten) abstammt. Demnach bezeichnet es jemanden, der so groß ist wie drei Kisten.